# Jamides lacteata
Jamides lacteata is een vlinder uit de familie van de Lycaenidae. De wetenschappelijke naam van de soort is voor het eerst gepubliceerd in 1895 door Lionel de Nicéville.